# Diglyphus crassinervis
Diglyphus crassinervis é uma espécie de insetos himenópteros, mais especificamente de vespas pertencente à família Eulophidae.
A autoridade científica da espécie é Erdos, tendo sido descrita no ano de 1958.
Trata-se de uma espécie presente no território português.